# Дорсон, Ричард
Ричард Мерсер Дорсон (12 марта 1916 — 11 сентября 1981) — американский фольклорист, профессор и директор Института фольклора в Университете Индианы. Дорсона называют «отцом американского фольклора».

## Биография
Родился в Нью-Йорке в богатой еврейской семье. Учился в Академии Филлипса в Эксетере с 1929 по 1933 год. Поступил в Гарвардский университет, где получил степень бакалавра, магистра истории и докторскую степень в области истории американской цивилизации в 1942 году. Начал преподавать историю в Гарварде в 1943 году. Переехал в Университет штата Мичиган в 1944 году, оставаясь там до 1957 года, когда он занял должность в Университете Индианы в качестве профессора истории и фольклора, а также председателя Комитета по фольклору. Он преподавал в Индиане до самой смерти. Он был главным редактором многотомной серии «Сказки мира» (1963—1973), издаваемой издательством Чикагского университета. Он был редактором-консультантом серии «Международный фольклор» (48 томов, 1977), а также редактором серии «Фольклор мира» (38 томов, 1980). Кроме того, публиковал статьи в научных и популярных периодических изданиях. С 1957 по 1962 год редактировал Журнал фольклорных исследований. Он был избран президентом Американского фольклорного общества с 1966 по 1968 год. Кроме того, он был основателем и редактором журнала Института фольклора (1963—1981) в Индиане.

## Вклад в фольклористику
Дорсон внес в изучение фольклора два термина, получивших широкое распространение. Первый — «городская легенда», что означает современную «историю, которой никогда не было, рассказанную как правду». Дорсон также придумал слово «фейклор» в дебатах с писателем Джеймсом Стивенсом. Дорсон отверг книгу Стивенса о Поле Баньяне и более позднюю работу Бена Боткина как фальшивку или «синтетический продукт, претендующий на подлинность устной традиции, но на самом деле предназначенный для массового назидания», который «ввел в заблуждение и обманул публику». Полевые исследования Дорсона касались афроамериканского фольклора в Мичигане, фольклора Верхнего полуострова и других регионов Соединенных Штатов, фольклора Японии и других тем. Среди других академических достижений Дорсон был награжден премией Библиотеки Конгресса в области истории американской цивилизации в 1946 году и тремя стипендиями Гуггенхайма (1949, 1964 и 1971). В 2003 году Мичиганская программа традиционных искусств Музея государственного университета штата Мичиган посмертно присудила ему Премию Мичиганского наследия за его вклад в полевые исследования в Мичигане.
По словам Энн Кин из Индианы:
Дорсон посвятил себя изучению того, что раньше считалось «недокультурой, в отличие от элиты, высших слоев, официальной, формальной культуры». Дорсон рассматривал себя, прежде всего, как историка, и он с подозрением относился к попыткам других дисциплин — антропологии, социологии и психологии, среди прочих — кооптировать народную культуру в своих собственных теоретических целях. Он утверждал, что фольклор прочно укоренился в истории человечества и должен изучаться эмпирически как средство расширения знаний об этой истории; с этой целью он неоднократно подчеркивал необходимость точного сбора и документирования фольклорных материалов. В то время, когда квази-легендарные американские народные герои, такие как Дэви Крокетт и Пол Баньян, все больше популяризировались и коммерциализировались средствами массовой информации, Дорсон выступил категорически против того, что он называл «фейклор», что можно было бы назвать «диснеефикацией» народных традиций; он отмахивался от всего, что подозревал в менее чем подлинном. Это отношение распространилось на так называемое возрождение народной музыки середины двадцатого века — к притворному ужасу многих его учеников, играющих на гитаре.
По словам Уильяма Уилсона:
Дорсон, подобно европейским романтикам-националистам-фольклористам, поставил перед собой патриотическую задачу открыть и прославить гениальность национального духа своей страны. На протяжении всей своей исследовательской карьеры Дорсон свободно перемещался в пространстве и времени — от Соединенных Штатов и Англии до Африки и Японии, от религиозных повествований пуритан до городских легенд студентов колледжей, от международных сказок мира до личного опыта. рассказы сталеваров Индианы. Но от его ранних работ о Дэви Крокетте и брате Джонатане до его последней книги о сказочных людях и зверях в американских комических легендах работа, которая явно казалась наиболее близкой его сердцу, была романтически-националистической попыткой обнаружить в американском фольклоре те черты и чувства, которые являются своеобразными и уникально-американскими.